# Pieter Teyler van der Hulst

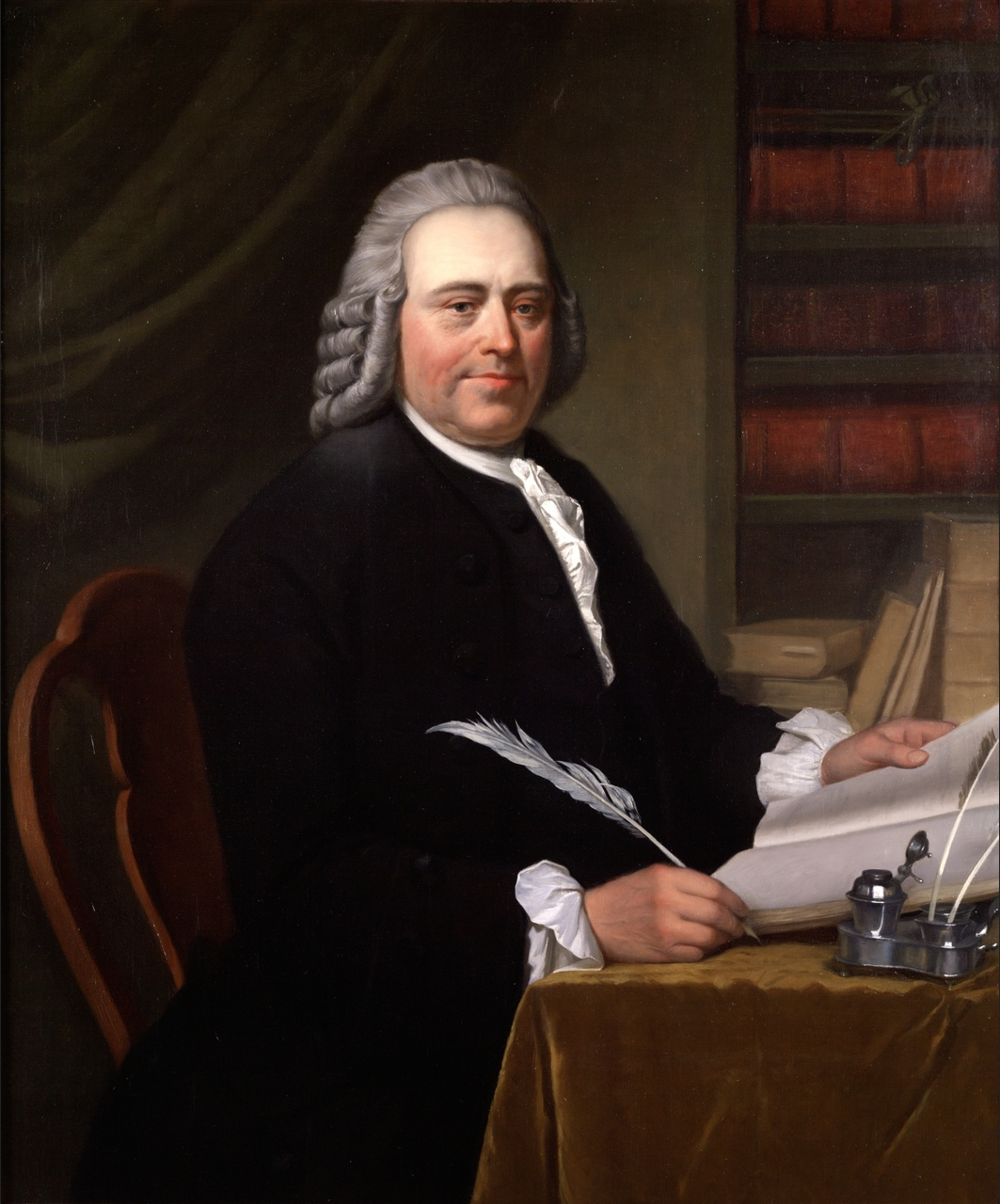
Pieter Teyler van der Hulst

Pieter Teyler van der Hulst (* 25. März 1702 in Haarlem; † 8. April 1778 ebenda) war ein niederländischer Tuch- und Seidenhändler, Bankier und Philanthrop sowie Sammler. Auf Teyler geht das älteste öffentliche Museum seines Landes zurück, das Teylers Museum und die damit verbundene Teylersche Stiftung.

## Leben

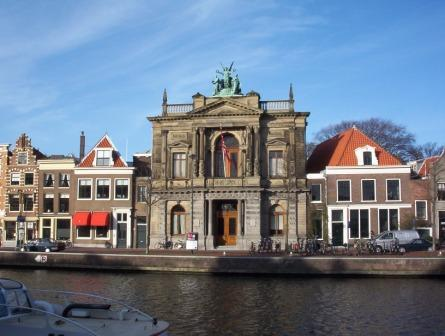
Außenansicht des Teylers Museums

Pieter Teyler van der Hulst hatte schottische, Mennonitische Vorfahren, die sich ursprünglich „Taylor“ schrieben. Er war ein Sohn von Isaac Teyler und Marie van der Hulst. Nach dem Tod seiner Mutter im Jahr 1721 fügte er ihren Nachnamen Van der Hulst zu seinem eigenen hinzu. Aus seiner Ehe mit Helene Veynans Verchane gingen zwei Söhne hervor, die jedoch beide schon im Kindesalter starben. Später kamen noch zwei Mädchen zur Welt eines starb früh das andere mit 8 Jahren.
Pieter Teyler van der Hulst legte umfangreiche Sammlungen von Kunstgegenständen, Naturalien, Fossilien und wissenschaftlichen Instrumenten an, die Reisende bei ihm besichtigen konnten. Er selbst sammelte Münzen, Drucke, Zeichnungen, Bücher und Fossilien war aber nicht am wissenschaftlichen Diskurs in der Stadt beteiligt, sondern kümmerte sich mehr um soziale Belange. Testamentarisch stiftete ein Museum, das 1784 in Haarlem eröffnet wurde. Gründungsdirektor des Teylerschen Museums war Martinus van Marum. Des Weiteren gründete er mit seinem Vermögen von 2 Millionen Gulden die oben benannte Stiftung und einen Gasthof für Bedürftige neben dem Museum, den Teylers Hofje.